# Робертс, Бартоломью
Бартоломью Робертс (англ. Bartholomew / Bart Roberts, около 1682, Касньюдид-Бач, Уэльс — 10 февраля 1722, мыс Лопес) — валлийский пират, настоящее имя Джон Робертс. Один из наиболее успешных пиратов Золотой эпохи. Считается, что захватил около 400 кораблей (атрибутировано 141 судно, остальное число видимо следует отнести на счёт рыбацких лодок). Своими действиями дестабилизировал трансатлантическую торговлю.

## Ранние годы
Робертс родился приблизительно в 1682 году в деревне Касньюдид-Бач, около Хаверфордуэста, в Пембрукшире (Уэльс), в крестьянской семье. Настоящее имя, как следует из ранних отчётов, Джон, впоследствии взял себе псевдоним Бартоломью. Другое его прозвище «Чёрный Барт» (Barti Ddu) впервые появляется в 20 веке в балладе валийского поэта Айзека Хусона, данное вероятно из-за смуглого цвета кожи Робертса.

## Хронология

### Западная Африка (по июль 1719 г.)
1719 г. — Робертс второй помощник капитана Абрахама Пламба на работорговце «Принцесса» (Princess).
6 июня 1719 г., Аннамбо, Золотой Берег — «Принцесса» захвачена Хауэллом Дэвисом, Робертс становится пленником пиратов.
Июль 1719 г. (спустя 6 недель), Св. Антонио, о. Принсипи — Дэвис и высшие чины его команды были убиты на пиру, будучи приглашёнными на него губернатором острова. Новым капитаном команда избирает Робертса.
Принимавший непосредственное участие в выборах Уолтер Кеннеди впоследствии так объяснил причины выбора бывшего пленника:

Робертс был избран не столько из-за его силы и храбрости (хотя он был крупный и крепкий, и самый отчаянный), а из-за его хитрости и знания морей, и находчивости в оценке груза и мощи любого корабля встреченного поблизости.
Оригинальный текст (англ.)Roberts was chose not so much for his strength and courage (though he was large and stout, and most desperate) as for his cunning and knowledge of the seas, and quick guess at the bulk and force of any ship they came nigh.
Июль 1719 г., о. Принсипи, месть за капитана Дэвиса — пираты, возглавляемые Уолтером Кеннеди, сожгли оставленный в панике португальским гарнизоном форт, артиллерийским огнём разрушили несколько зданий в городе и потопили два стоящих в гавани корабля, после чего отбыли.

### Южная Америка (сентябрь-декабрь 1719 г.)
(Робертс пересекает Атлантический океан)
Октябрь 1719 г., залив Тодуз-ус-Сантус, побережье Бразилии, португальская золотая флотилия — пираты неожиданно наткнулись на Лиссабонский флот, раз в год перевозивший накопленные товары в метрополию: 32 торговых корабля, 2 военных корабля охранения, более 500 корабельных орудий, больше тысячи человек личного состава. Скрытно приблизившись ночью, Робертс захватил капитана одного из судов, получив от него сведения о наиболее богатом корабле эскадры, пираты взяли на абордаж «Святое семейство» (Sagrada Familia) вицеадмирала флотилии, затем на виду у всей эскадры увели корабль для разграбления. Добыча составила 40000 португальских моидоров золотом, также были захвачены груз сахара, табака, кожи, золотые украшения, украшенный бриллиантами крест для короля Португалии. В пересчёте доля каждого матроса составила около 500 английских фунтов.
Октябрь 1719 г., Кайенна, о. Дъявола — пираты две недели отдыхали, разбирая награбленное. Губернатор острова Клод д’Орвилье был не против получить в качестве подарка бриллиантовый крест, предназначенный королю Португалии, а жители приобрести привезённые им товары.
Ноябрь 1719 г., о. Дъявола, побережье Гвианы — Робертс погнался на вспомогательной «Удаче» (Good Fortune) за торговой бригантиной, оставив основной корабль с большей частью команды на попечение Уолтера Кеннеди. Так и не догнав бригантину пираты из-за встречного ветра смогли вернуться к месту стоянки только через 8 дней, обнаружив, что Кеннеди, не дождавшись Робертса, со всей оставшейся добычей, отбыл в Англию.

Флаг Бартоломью Робертса

### Вест-Индия и Северная Америка (декабрь 1719 г. — апрель 1721 г.)
26 февраля 1720 г., Карибское море — пираты встретили галеру «Саммерсетт» (Summersett) капитана Оуэна Роджерса и шлюп «Филиппа» (Philippa) капитана Даниэля Грейвса, отправленными на их поиски. На стороне Робертса в свою очередь был присоединившийся к нему ранее Монтиньи Ла Палисс на «Морском короле» (Sea King). Грейвс и Ла Палисс предпочли от боя уклониться, поэтому сражение свелось к артиллерийской дуэли между «Саммерсеттом» и «Удачей». Потеряв до половины членов экипажа убитыми и ранеными, пираты бежали, сбрасывая весь возможный балласт за борт.
Середина июня 1721 г., Ферриленд, Ньюфаундленд — Робертс разграбил в гавани несколько кораблей и сжёг самый большой из них, отправив послание, что следующим пунктом его прибытия будет Трепасси.
21 июня 1720 г., Трепасси, Ньюфаундленд — имея на борту около 60 пиратов, Робертс вошёл в гавань и под звуки оркестра разграбил 22 торговых судна, общая численность команд которых превышала 1200 человек, также было захвачено по разным сведениям от 150 до 250 рыбацких лодок.
27-28 сентября 1720 г., Бастер, о. Сент-Кристофер, Британские Подветренные острова — пираты разграбили один из стоящих на якоре кораблей и подожгли два других, но, попав под огонь, спешно подготовленной береговой батареи острова, отступили.
Октябрь 1720 г., о. Сен-Бартелеми — губернатор острова и его население оказали радушный приём команде Робертса, которая отдыхала три недели, расплатившись взамен награбленными товарами.
Середина января 1721 г., побережье Мартиники — выдавая себя за голландских контрабандистов, пираты захватили 15 французских судов и несколько английских, в зависимости от отношения к их капитанам некоторые корабли были сожжены, другие отпущены.
18 января 1721 г., побережье Мартиники, встреча с настоящими контрабандистами — голландское невольничье судно «Пуэрто дель Принсипи» (Puerto del Principe) оказалось вторым, захваченным после «Святого семейства» кораблём, оказавшим ожесточённое сопротивление Робертсу. Голландцы сдались только после того как многие из них были убиты шквальным артиллерийским огнём.

### Западная Африка (май 1721 г. – февраль 1722 г.)
(Робертс повторно пересекает Атлантический океан, во время перехода потеряна вспомогательная «Удача», тайно уведённая ночью Томасом Энстисом)
Май 1721 г., р. Сенегал, побережье Сьерра-Леоне — захвачены два французских сторожевых крейсера, принявших корабль Робертса за контрабандистов.
Июнь-июль 1721 г., о. Банс, р. Сьерра-Леоне —  фактория Королевской Африканской компании на 6 недель была превращена Робертсом в пиратскую базу. Глава фактории Роберт Планкет, ранее уже переживший набег Дэвиса, и местное население, состоящее из контрабандистов, буканьеров и бывших пиратов, сопротивление не оказали.
8 августа 1721 г., Сестос — пираты захватили один из наиболее крупных кораблей Королевской Африканской компании «Онслоу» (Onslow), который сделали новым флагманом, переименовав в «Королевскую удачу» (Royal Fortune).
Октябрь-Ноябрь 1721 г., Старый Калабар — столкновение с племенем эфик, отказавшимися торговать с пиратами. В произошедшем сражении с двумя тысячами негров сказалось превосходство команды Робертса в огнестрельном оружии, после отступления эфик, пираты подожгли их селение.
11 января 1721 г., Вида, Невольничий Берег — Робертс вошёл в гавань с поднятыми флагами и захватил 5 португальских, 4 английских и 3 французских судна. За корабли с владельцев был взят выкуп в размере 8 фунтов золотого песка с каждого, что по желанию подтверждалось выданными пиратами расписками.
13 января 1721 г., Вида, Невольничий Берег, трагедия на «Дикобразе» — пираты спешили как можно скорее убраться из Виды, из перехваченного письма узнав о приближающейся к ним «Ласточке» (Swallow) ВМФ Британии. В виду того что капитан «Дикобраза» (Porcupine) отказался платить выкуп за свой корабль, Робертсом была послана команда под началом Джона Уолдена, c указанием отправить на берег находившихся в трюмах корабля рабов, а само судно сжечь. Однако, обнаружив на месте, что снятие кандалов с африканцев занятие слишком долгое, Уолден поджёг корабль вместе с рабами. Погибло около 80 африканцев.
5 февраля 1721 г., мыс Лопес — пираты приняли нашедшую их «Ласточку» за торговый корабль, погнавшись за ней на вспомогательном «Рэнджере» (Ranger). Этим не преминул воспользоваться капитан «Ласточки» Шалонер Огл, который увёл за собой «Рэнджер» от основного корабля. В последовавшей затем схватке пираты потерпели поражение и их корабль был захвачен.
10 февраля 1721 г., мыс Лопес, основное сражение — накануне пираты встретили «Нептун» (Neptune) капитана Хилла с припасами, поэтому большинство пребывало в состоянии опьянения, что также сказалось на дальнейших событиях. Робертс был убит картечью в горло, согласно неоднократно высказанному им ранее пожеланию, его тело в полной амуниции было выброшено командой за борт. После трёх часов боя, потеряв в артиллерийской дуэли грот-мачту, пираты сдались.

### Суд
Март-Апрель 1721 г., Кейп-Кост, Золотой Берег — 19 человек умерли от ран и условий содержания ещё до начала слушаний, по итогам судебного разбирательства: 52 пирата повешены, 2 приговорены к повешению с отсрочкой приговора (впоследствии один от болезни умер, другой помилован), 20 приговорены к семилетним каторжным работам, 17 отправлены в Лондон в тюрьму Маршалси для дальнейшего разбирательства, 74 (включая 4 музыкантов) оправданы, 70 негров-рабов пиратами признаны не были и проданы.

## Флаги
Известно несколько флагов, которые сменяли друг друга, либо поднимались одновременно на кораблях Робертса. Наиболее подробное описание большинству дал во «Всеобщей истории...» Чарльз Джонсон, который мог лично встречаться с заключёнными в тюрьме Маршалси пиратами из команды Робертса.

Один из флагов Бартоломью Робертса

- Человек и скелет с копьём, держащие совместно песочные часы — Один из знаменитых флагов Робертса и наименее исторически достоверный. Изображён на иллюстрации ко второму изданию Джонсона[16], но в авторском тексте не встречается.
- Скелет с песочными часами в одной руке и перекрещенными костями в другой, с рядом расположенными стрелой и тремя каплями крови, стекающими с сердца — Согласно второму изданию Джонсона был поднят в Виде, хотя и без описания изображённой фигуры (The Flag had a Death in it, with an Hour-Glass in one Hand, and cross Bones in the other, a Dart by it, and underneath a Heart dropping three Drops of Blood)[16], иллюстратор в первом издании «Всеобщей истории…» изобразил фигуру на флаге в виде скелета, но вопреки описанию второго издания, держащему не кости, а копьё с сердцем[17]. Остаётся открытым вопрос какой из источников был первичным, потому что в первом издании Джонсона описания флага ещё не было.
- Скелет и фигура человека с пылающим мечом в руке — По сообщению Джонсона данный флаг был извлечён из под упавшей мачты на «Королевской Удаче» и доставлен на «Ласточку», он же и даёт интерпретацию флага как презрение к смерти (it had the Figure of a Skeleton in it, and a Man portrayed with a flaming Sword in his Hand, intimating a Defiance of Death it self)[18]. Возможно источником сведений Джонсона был один из его уже известных информаторов[19], непосредственный участник событий, военно-морской хирург «Ласточки», Джон Аткинс[англ.][к. 6].
- Чёрный флаг с черепом и абордажной саблей — «Бостонский информационный бюллетень» от 22 августа 1720 г. описывал, что в Трепасси[англ.] на мачте корабля Робертса наряду с английским развевался пиратский флаг с изображением мёртвой головы и абордажной сабли (Pirate Flagg at the Topmast-Head, with Deaths Head and Cutlash)[21]. Косвенно использование Робертсом данного символа подтверждается в письме генерал-лейтенанта Уильяма Мэтью, который сообщал, что на борту оставленного пиратами судна капитана Фаулза, нашёл написанную мелом на козырьке записку, заканчивающуюся рисунком мёртвой головы с рукой держащей абордажную саблю (Death's head and arm with a Cutlace)[22].
- Человек с пылающим мечом, стоящий на черепах, с подписями, объявивших охоту на Робертса, губернаторов Барбадоса (АВН – «A Barbados Head») и Мартиники (АМН – «A Martinique’s Head») — Джонсон описывал, что под человеком на флаге изображён сам Робертс[23], упоминая также что флаг поднимали не только в Вест-Индии, но и в Западной Африке в Виде[16]. Имеется независимое подтверждение, от ускользнувшего от пиратов капитана шлюпа, который сообщал, что изображения на флаге располагались по обе стороны с надписями на французском языке[24]. На иллюстрации в первом издании Джонсона художником изображён в левом вернем углу крест святого Георгия[17], но других свидетельств существования такого варианта флага с надписями нет.
- Национальный английский флаг «Юнион Джек», Красный английский флаг с крестом святого Георгия — «Бостонский информационный бюллетень» от 22 августа 1720 г. сообщал, что в Трепасси[англ.] наряду с пиратским флагом Робертсом был поднят английский флаг (English Colours flying)[21]. Шалонер Огл в своём отчёте адмиралтейству также описывал, что в сражении у мыса Лопес наряду с чёрными были подняты английские флаги на «Рэнджере» (English Colours) и «Королевской Удаче» (English Ensign, Jack Ensign)[25]. На судебном процессе в Кейп-Кост три офицера с «Ласточки» под присягой дали показания, что вместе с чёрными флагами пираты сражались под «красным английским флагом» (red English Ensign) и «Королём Джеком» (King’s Jack)[26]. Согласно Джонсону в бухте Виды Робертсом наряду с чёрным был поднят флаг святого Георгия (St. George's Ensign), на иллюстрации данного события в левом верхнем углу на флаге изображён крест святого Георгия[16], в то время располагавшийся на красном английском флаге[англ.], официально разрешённым для торговых судов[к. 7].
- Чёрный вымпел — Шалонер Огл упоминал в письме адмиралтейству поднятый на «Рэнджере» вымпел (Pendants flying) и чёрный вымпел (black Pendant flying) на «Королевской Удаче»[25]. Офицеры «Ласточки» на суде описывали поднятый на «Королевской Удаче» «голландский» вымпел (Dutch Pendant)[26], он же «чёрный флаг или вымпел» (Black Flag, or Pendant)[27]. Джонсон также упоминал вымпел (Pendant) на корабле Робертса в Виде, на иллюстрации этого события в его книге изображён развевающийся треугольный раздвоенный вымпел[16].

## Вопрос о религиозности Робертса

### Легенда
Родившись в строгой религиозной семье, Бартоломью с детства впитал в себя благочестие своих родителей. Их представление о праведности осталось с ним на всю его жизнь. Он не изменил ему даже когда ушёл в море. В отличие от своих сотоварищей Робертс был глубоко верующим человеком: не приемлющим алкоголь, не сквернословящим, чтящим библию и соблюдающим воскресный день для отдыха и молитвы. Как ревностный христианин он организовал оркестр из состава команды и принуждал матросов соблюдать все религиозные праздники. Обнаружив, однажды на одном из захваченных им кораблей священника, он даже предложил перепуганному пастору вступить в его команду для чтения проповедей по воскресным и праздничным дням.

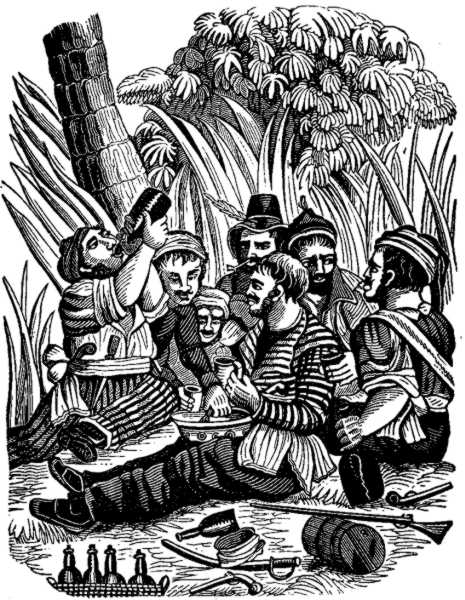
Пьянка команды Робертса

### Истоки
Корни представлений о какой-то фанатичной религиозности Робертса возможно уходят в историю, произошедшую при захвате «Онслоу», на борту которого нашли преподобного Роджера Прайса — тогда некоторые пираты (но не сам Робертс) предложили в шутку священнослужителю стать их капелланом. Последующий отказ Прайса их не сильно разочаровал и священника отпустили, забрав из его вещей лишь штопор и три молитвенника. Известно, что под музыку оркестра Робертс захватывал корабли в Трепасси. Хотя в правилах на его корабле и говорилось, что музыканты освобождаются от работы в воскресенье, что представляют как доказательство особенной религиозности Робертса, но без отдыха музыканты умерли бы от истощения. Музыка была частью морской жизни: рабочие песни, шанти, похабные частушки, корабельные танцы. Сами музыканты на суде показали, что, как пленники, вынуждены были играть любые мелодии которые пиратам приходило в голову им заказать. Робертс действительно не любил алкоголь, предпочитая ему чай, что было редкостью среди пиратов, но убеждённым трезвенником он не был — упоминается, что он пил пиво, проводя время в беседах, с капитанами захваченных кораблей, сохранилась также копия письма, посланного Робертсом на Бастер командующему обороной генерал-лейтенанту Уильяму Мэтью, в котором он сожалел, что не может выпить с ним бокал вина. В то же время ему претило постоянное пьянство его команды, в котором он видел одну из самых больших угроз для её существования. Его карьера капитана выглядит как борьба умного, дисциплинированного человека против анархии, порождённой пиратским образом жизни.

## Значение
Считается, что с гибелью Робертса символически закончился последний золотой век пиратства. Международная торговля была парализована везде, где Робертс проводил свои операции. Для Карибского региона он был настоящим бедствием, его рейды разрушали торговые маршруты и пути сообщения. Робертс был последним серьёзным препятствием для трансатлантической работорговли. Менее чем через три года после его смерти, количество рабов экспортируемых из Африки через Атлантический океан удвоилось, в последующие десятилетия рост только продолжился. Поражение пиратской команды у мыса Лопес создало безопасный работорговый мир.

## Память

### Скрытое влияние
После смерти Робертса в массовой культуре его имя, в отличие от склонного к театральным эффектам Тича или политически ангажированного Кидда, не пользовалось популярностью. В то же время в основе современного представления о пиратстве лежит тот образ пирата который в своей книге создал Джонсон, а он в свою очередь в качестве эталона опирался на пиратскую культуру команды Робертса.

### В искусстве
- Робертс упоминается в культовой книге о пиратах Роберта Льюиса Стивенсона «Остров Сокровищ»: «то были люди Робертса» (That was Roberts' men)[42], когда речь идёт о неназванном хирурге из его команды[к. 8], ампутировавшем Сильверу ногу.
- «Король пиратов» (A Kaloz Kiraly) (1852-1853) — роман Мауруса Йокаи одно из первых художественных произведений посвящённых Робертсу.
- «Чёрный Барт» (Barti Ddu) (издано в сборнике 1936 года) — баллада Айзека Хусона в которой Робертс представлен героическим борцом с Испанией на море. Аланом Ходдиноттом на балладу была написана одноимённая партитура (Op. 59 Barti Ddu) для хора с оркестром.
- «Чёрный Барт из Касньюдид-Бач[валл.]» (1973) — роман для детей и юношества Томаса Джонса[англ.].
- «Принцесса-невеста[англ.]» (1973)  — фентези-роман  Уильяма Голдмана в котором имя страшного пирата Робертса[англ.] принадлежит нескольким людям, тайно передающим его друг другу. В одноимённой экранизации (1987) имя Робертса поочерёдно брали Кэри Элвес и Мэнди Патинкин.
- «Капитан дъявол» (The Devil's Captain) (1992) — приключенческий роман Франка Шерри.
- «Серые акулы» (The Requiem Shark[к. 9]) (1999) — роман Николаса Гриффина в жанре реализма от лица одного из членов команды Уильяма Уильямса.
- «Удача Гласби» (Glasby's Fortune) (2017) и «Пираты Гласби» (Glasby's Pirates) (2020) — серия романов Джеймса Дрешера от лиц Гарри Гласби и Валентайна Эшпланта из команды Робертса.
- Робертс один из главных злодеев в компьютерной игре Assassin’s Creed IV: Black Flag, также присутствует в играх Sid Meier’s Pirates, Пираты Карибского Моря: На Краю Света, Тортуга: Пираты нового света, Tropico 2: Pirate Cove, Fate/Grand Order в качестве слуги класса райдер, интерактивной романтической новелле «Паруса в Тумане».

### Другое
- На родине Робертса в Касньюдид-Бач[англ.] установлена мемориальная стелла в его честь.
- Тувалу выпустило золотые и серебряные монеты с изображением на реверсе «Королевской Удачи» с флагом Робертса на мачте в виде человека и скелета, держащих песочные часы[43].

## Комментарии
1. ↑  «Бартоломью» (Bathll. Roberts) Робертс подписывался в посланном на Бастер письме Уильяму Мэтью[1], как «Барт» (Batt. Roberts) выдавая расписки в Виде[2].
2. ↑  Джонсон сообщает что на момент смерти Робертса ему было около 40 лет (near forty Years of Age), поэтому точный год рождения остаётся спорным. Сведения о месте рождения, переданные Джонсоном, видимо основаны на рассказах Робертса о себе пиратской команде. В налоговых архивах Пембрукшира за 1670 г. было найдено имя жителя деревни Джорджа Роберта (Robert George)[5], который мог приходиться отцом, либо дедом Робертсу[6].
3. ↑  Жалованье Робертса, как помощника капитана на «Принцессе», было 2 фунта в месяц[11].
4. ↑  Отец будущего известного адмирала Луи д’Орвилье.
5. ↑  Из-за лихорадки на «Ласточке» только 8 пиратов из 17 добрались до тюрьмы живыми, впоследствии все они были помилованы[15].
6. ↑  В отличие от первого во втором издании Джонсона описывается разговор Аткинса с пленёнными на «Рэнджере» пиратами[20], передать который Джонсону мог только сам Аткинс. Описание флага с «Королевской Удачи» соответственно появляется также только во втором издании.
7. ↑  В отличие от бостонского корреспондента, Огл, офицеры «Ласточки» и Джонсон использовали более точную морскую терминологию, обозначая, что на корабле Робертса развевались гюйс (Jack) и кормовой флаг (Ensign) — соответственно красный флаг с крестом (St. George's Ensign) должен был быть поднят на корме «Королевской Удачи», как это и изображено на иллюстрации в книге Джонсона.
8. ↑  Хирургом у Робертса был Питер Скадамор.
9. ↑  Автор выделяет, что под названием книги имел в виду определённое семейство акул-падальщиков.